# Convention nationale républicaine de 2008

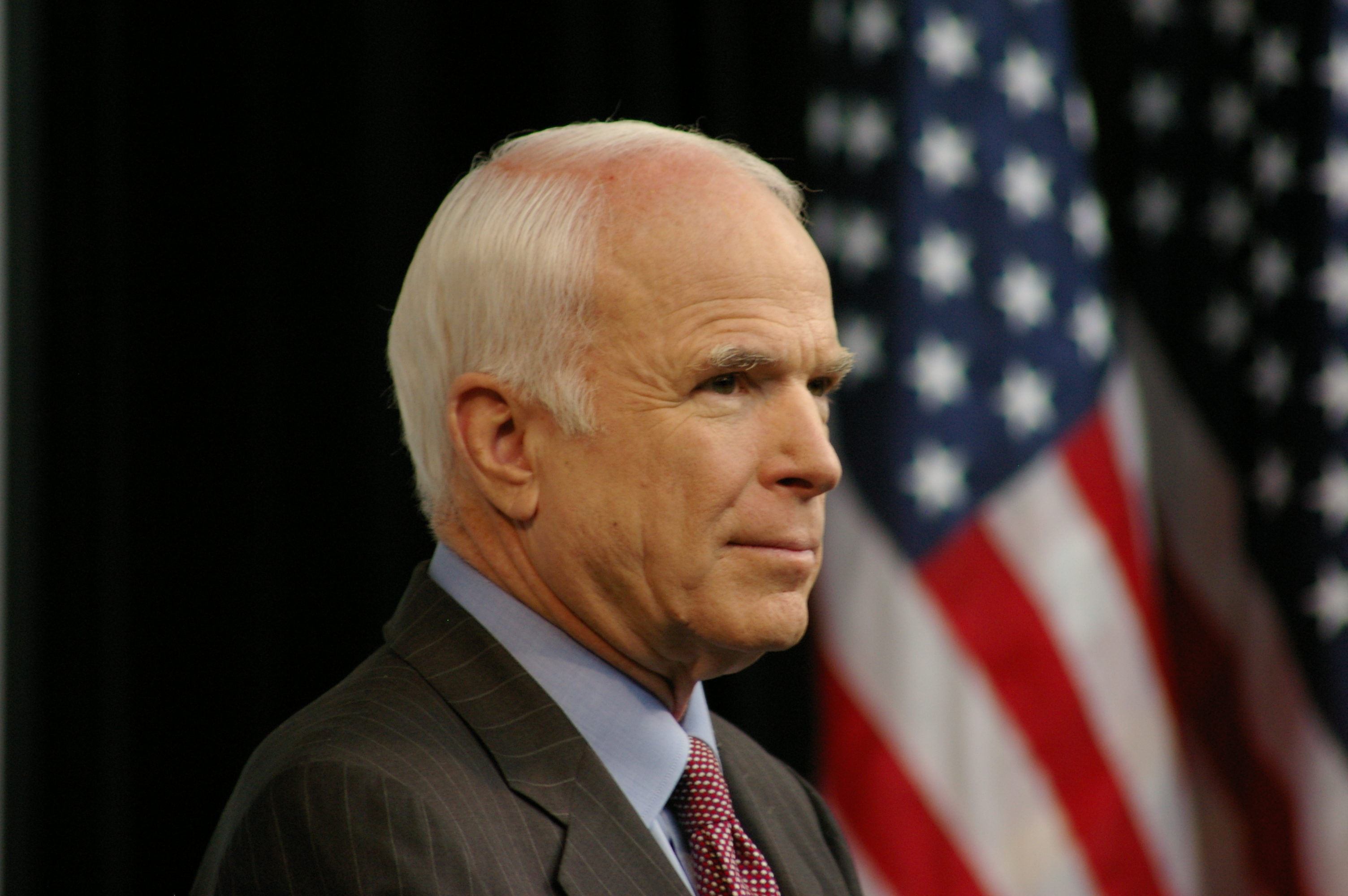
John McCain, sénateur de l'Arizona et candidat républicain pour les élections présidentielles de 2008.

La Convention nationale républicaine de 2008 a lieu du 1er au 4 septembre 2008 au Xcel Energy Center à Saint Paul (Minnesota) aux États-Unis. Elle est chargée de désigner officiellement John McCain comme candidat du Parti républicain à l'élection présidentielle de 2008. Le candidat doit recueillir plus de 1 191 délégués pour remporter la nomination. La convention devait recevoir plus de 45 000 participants dont 15 000 représentants de la presse.
Elle intervient une semaine après celle du Parti démocrate à Denver qui avait abouti à la nomination de Barack Obama comme candidat démocrate à l'élection présidentielle et de Joe Biden à la fonction de vice-président.

## Les élections primaires
Depuis sa victoire, lors des élections primaires en mars 2008, John McCain était devenu le candidat non officiel des républicains à l'élection présidentielle du 4 novembre 2008. Ayant remporté au total plus de 1 300 délégués, John McCain s'était imposé face à des concurrents comme Mitt Romney, Mike Huckabee ou Rudy Giuliani.

## Organisation de la Convention

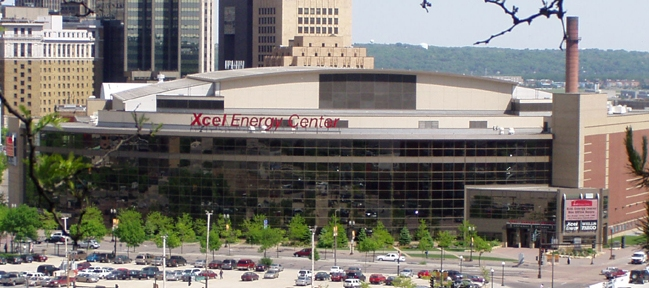
Le Xcel Energy Center, stade omnisports où a lieu la convention républicaine.

Quatre villes avaient été sélectionnées pour accueillir la convention républicaine. Il s'agissait de l'agglomération urbaine Minneapolis/Saint Paul (Minnesota), de Cleveland (Ohio), New York et de l'agglomération Tampa/St. Petersburg (Floride). 
Le 27 septembre 2006, l'organe dirigeant du Parti républicain opta pour l'agglomération urbaine Minneapolis/Saint Paul. Celle-ci avait déjà accueilli la première convention républicaine en 1892.
La ville se situe dans une région politiquement sensible et disputée (Minnesota, Wisconsin et Iowa) où les scores des candidats démocrates et des candidats républicains sont régulièrement serrés lors des élections présidentielles (même si le Minnesota n'a pas voté pour un candidat républicain depuis 1972). 

## Manifestations

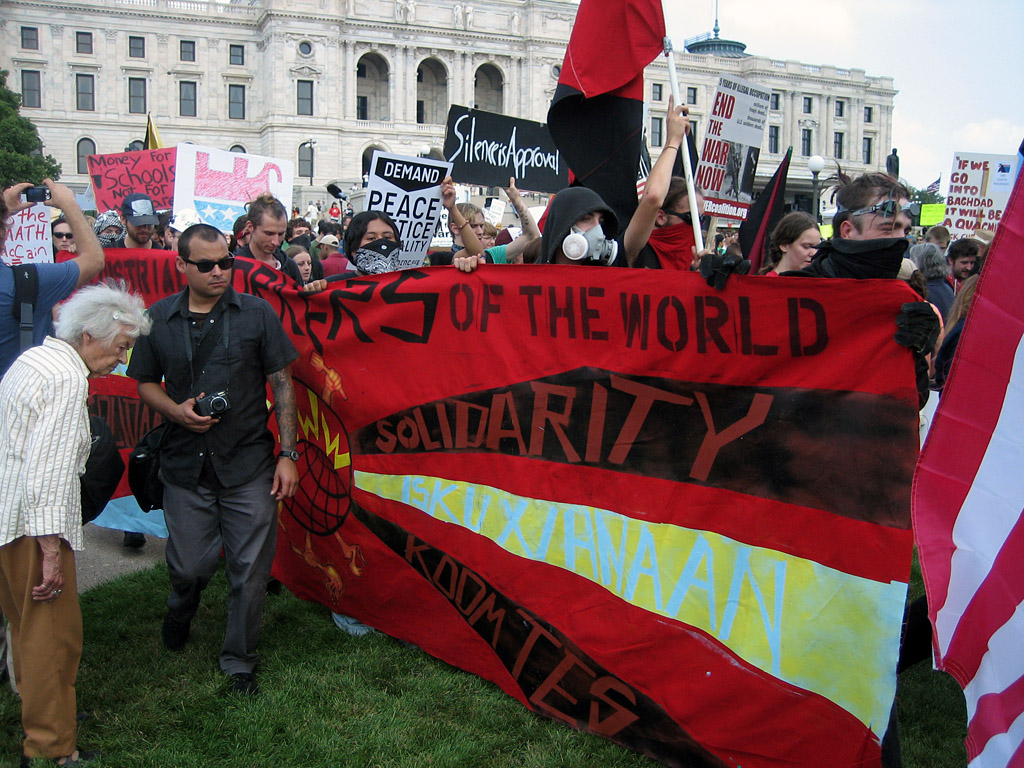
Manifestants d'opposants à la politique républicaine en marge de la convention le 1er septembre 2008.

Plusieurs groupes hostiles à la guerre en Irak et au président Bush comptent organiser des protestations près du lieu de la convention à l'instar de ce qui s'était déjà passé en 2004 lors de la réunion de la convention à New York. La principale mobilisation, menée par la coalition March On The RNC And Stop The War, devait avoir lieu le premier jour de la convention, lequel coïncide avec la fête du travail, jour férié.

## Contexte
Le début de la convention est prévu au 1er septembre. Or, elle intervient à un moment où l'ouragan Gustav progresse dans le golfe du Mexique vers les côtes de la Louisiane et du Mississippi et menace plus particulièrement La Nouvelle-Orléans, déjà victime de l'ouragan Katrina à la même époque en 2005.

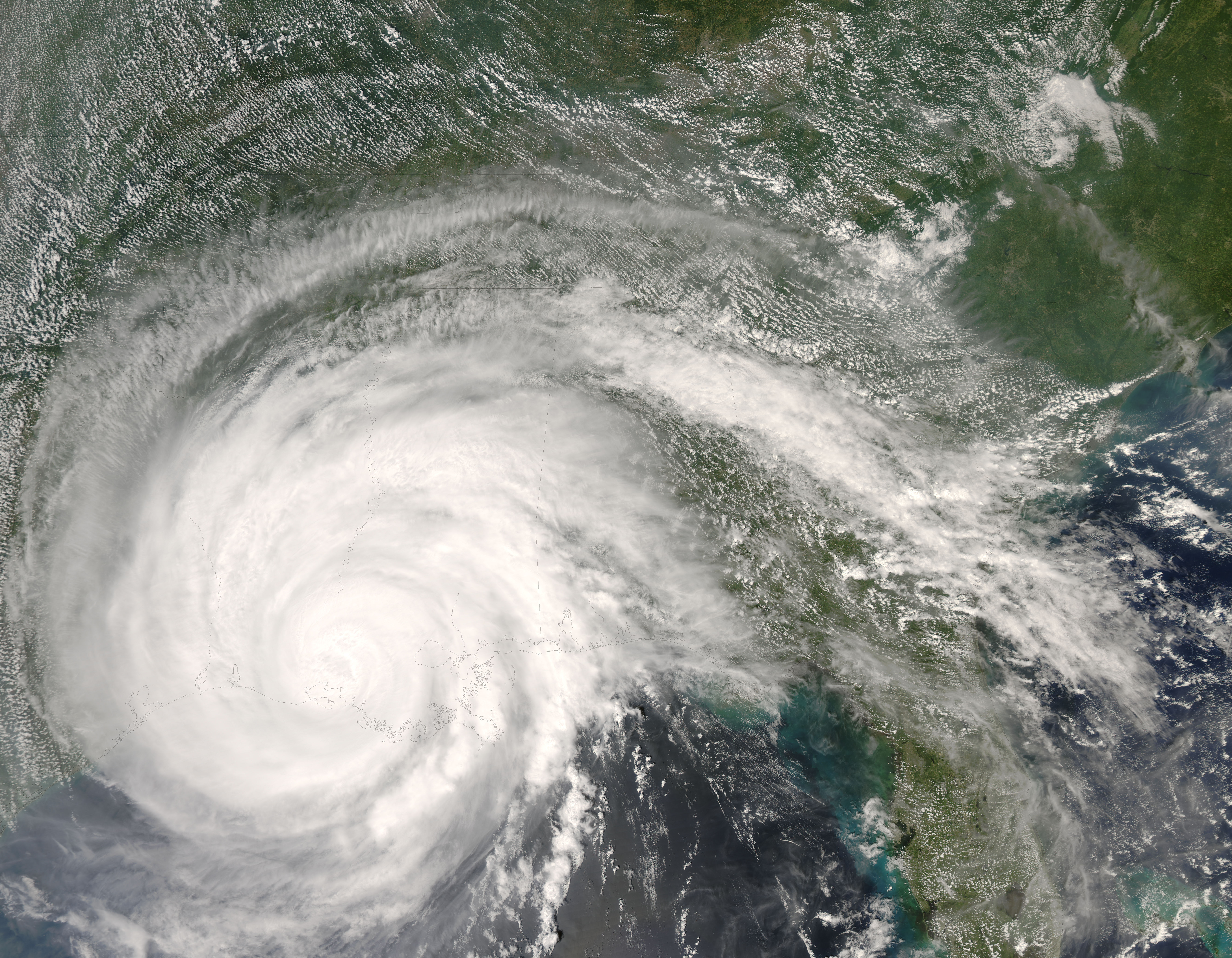
L'ouragan Gustav le 1 septembre 2008 sur les côtes de Louisiane et du Mississippi.

Le 31 août, le comité d'organisation républicain modifie le programme prévu de la convention. Depuis Saint-Louis (Missouri), John McCain annonce que les travaux prévus le 1er septembre sont suspendus. La convention elle-même pourrait être écourtée voir reportée alors que plusieurs intervenants prévus annulent leur participation. Le président George W. Bush, dont l'action avait été mise en cause en 2005, annonce ainsi qu'il ne se rendra pas à la convention le 1er septembre. Son vice-président, Dick Cheney, annule également son déplacement tout comme les gouverneurs des cinq États les plus exposés qui ont la particularité d'être tous républicains. John McCain lui-même modifie ses déplacements et se rend dans le Mississippi, apporter son soutien aux habitants, avec sa colistière, Sarah Palin, prévoyant lui-même de ne pas venir à la convention censée le désigner comme candidat républicain mais préférant, le cas échéant, intervenir depuis les zones touchées par l'ouragan. 
À l'appel de John McCain, la convention entreprend de se transformer en levées de fonds humanitaire, notamment en faveur de la Croix-Rouge. Les sponsors et les délégués sont mis à contribution alors que le parti annule ses publicités politiques télévisées et met un charter à destination des 47 délégués de Louisiane pour qu'il puisse aller chercher leur famille. Le Parti démocrate, qui avait prévu de se manifester à Saint-Paul afin de discréditer  John McCain en l'assimilant à George W. Bush, annule de son côté les événements prévus.
Les grands médias américains, qui après la convention démocrate de Denver, devaient faire leurs journaux en direct de Saint-Paul, ont réduit à la baisse la couverture de la convention, préférant se focaliser sur les conséquences de l'ouragan Gustav en Louisiane et au Mississippi.

## Déroulement de la convention

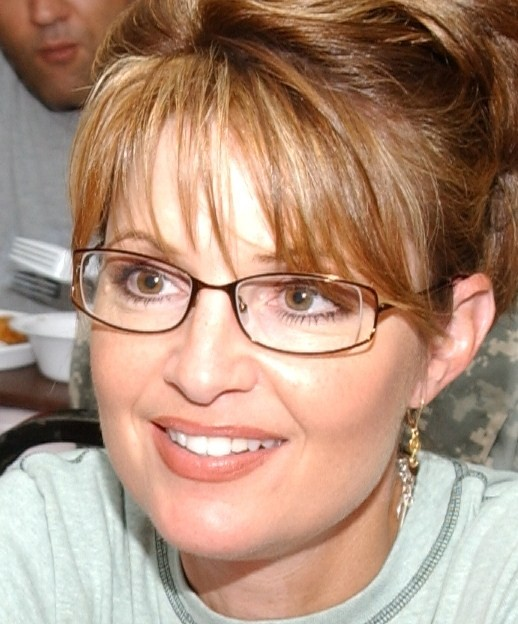
Sarah Palin, candidate désignée le 29 août 2008 par John McCain pour le poste de vice-président des États-Unis.

### 1erseptembre
La convention républicaine s'ouvre dans la discrétion à la suite de la suspension de la plupart des travaux en raison de l'arrivée de l'ouragan Gustav sur la côte sud-est du pays. Aucun des principaux orateurs prévus (George W. Bush, Dick Cheney, Joe Lieberman et Arnold Schwarzenegger) ne s'expriment et les travaux réduits à des questions de procédure.
Après l'intervention protocolaire et administrative du président du Comité national républicain, Mike Duncan, qui demande aux délégués d'utiliser leurs téléphones portables pour envoyer un don à la Croix-Rouge, seules Laura Bush, la first lady, et Cindy McCain, l'épouse du candidat républicain, interviennent pour exhorter leurs compatriotes à la générosité à l'égard des habitants des zones touchées par l'ouragan. Dans le même temps, John McCain était dans l'Ohio afin d'aider les volontaires d'une association caritative à préparer des colis d'aide de premières urgences aux victimes de l'ouragan.
Cette journée inaugurale est également marquée par l'annonce de la grossesse de Bristol Palin, 17 ans et célibataire mais surtout, fille de Sarah Palin, colistière de John McCain, connue pour ses opinions favorables aux valeurs chrétiennes traditionnelles et, plus particulièrement, partisane des programmes d'enseignement de l'abstinence sexuelle dans les écoles. Un communiqué précisa que Bristol Palin allait garder le bébé et épouser le père.
À l'extérieur du Xcel Center, quelque 2 000 à 10 000 manifestants défilaient pour protester contre la guerre en Irak et contre le président George W. Bush, provoquant des dégâts matériels et des heurts avec la police.

### 2 septembre

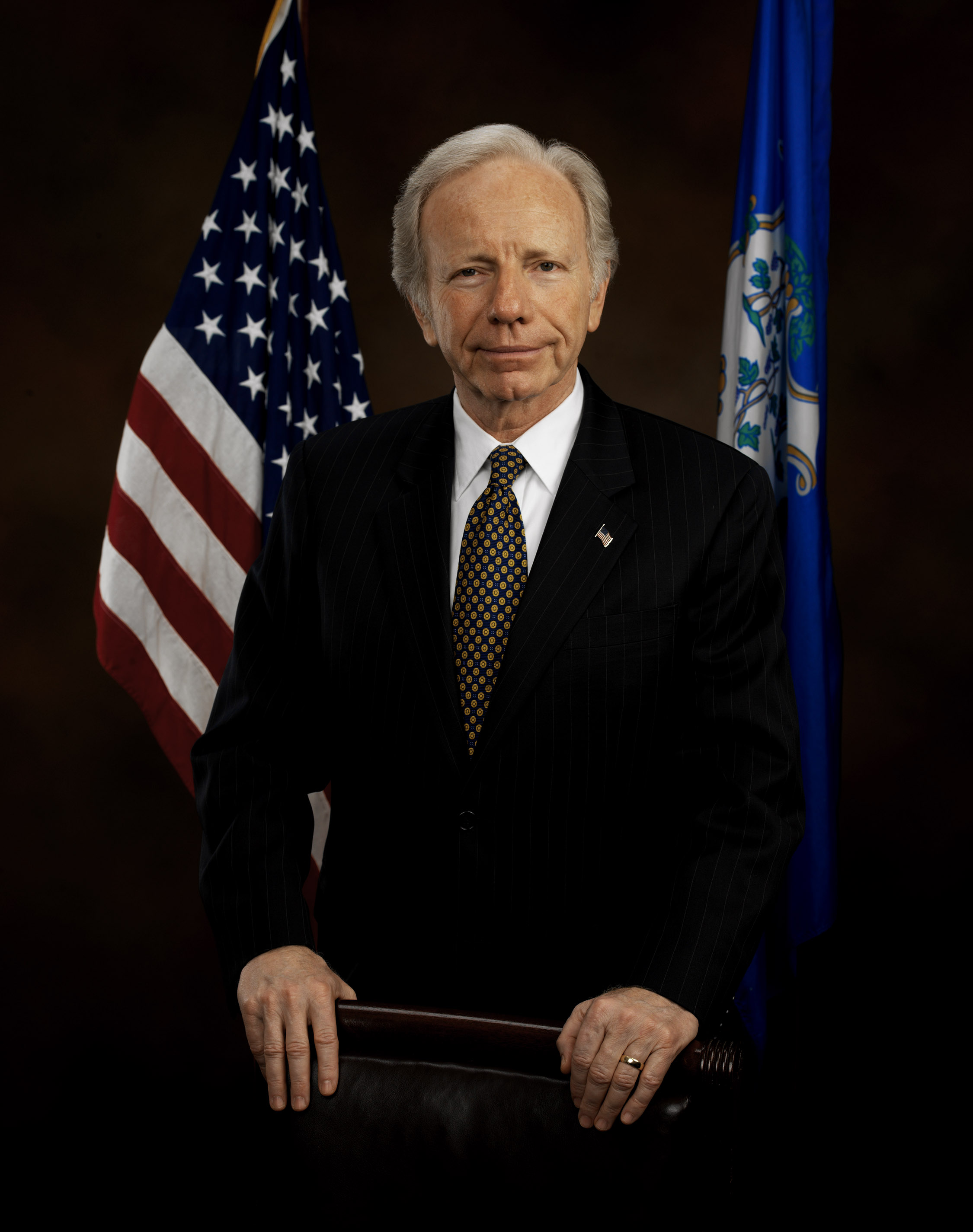
Joe Lieberman, Sénateur indépendant (ex-Démocrate) du Connecticut, ancien colistier du candidat démocrate Al Gore en 2000.

Le deuxième jour de la convention marque le début réel de ses travaux avec un nouvel ordre du jour, tentant d'éclipser les révélations sur Sarah Palin reprises par les médias américains que les militants républicains, et l'équipe de campagne de John McCain, accusent, en visant notamment la chaîne NBC, de rouler pour Barack Obama, en reprenant des « propos diffamatoires circulant sur Internet ». 
Un hommage est rendu à Cindy McCain venue accompagnée sur l'estrade par sa fille originaire du Bangladesh et une rétrospective est présentée sur les présidents Théodore Roosevelt, Abraham Lincoln, Ronald Reagan et George H. W. Bush. Un représentant démocrate de la communauté latino, Tommy Espinoza, par ailleurs parrain d'un des fils de McCain, apporte son soutien à ce dernier.
L'ordre du jour de la convention est bouleversé pour permettre notamment une allocation par satellite du président George W. Bush, toujours populaire parmi les délégués républicains alors que son taux de popularité au niveau national est au plus bas. Hormis le président, toute la famille Bush assiste physiquement à l'allocution par satellite du président qui affirme John McCain est « prêt à diriger ce pays », précisant que vivant « dans un monde dangereux », les américains avaient « besoin d'un président qui comprenne les leçons du 11 septembre 2001 » et que « pour protéger l'Amérique », le pays devait rester « à l'offensive, empêcher les attentats avant qu'ils ne se produisent et ne pas attendre d'être frappés à nouveau ». Laura Bush elle-même effectue une seconde prestation pour défendre le bilan de son mari (un système scolaire responsabilisé, l’aide aux malades du sida renforcée, la lutte contre la malaria dans le monde, la libération de l’Afghanistan et de l’Irak).

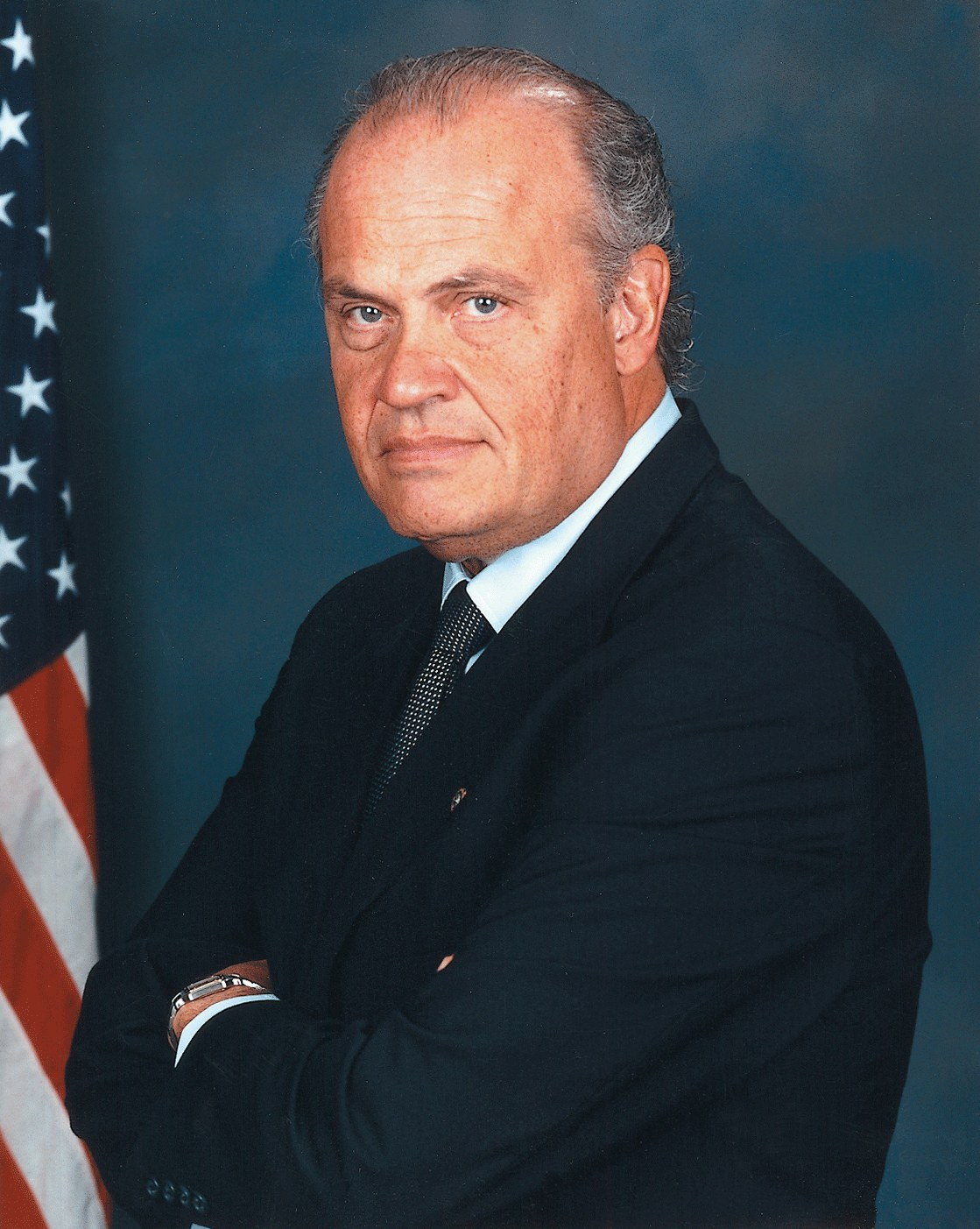
Fred Thompson, ancien sénateur du Tennessee.

Intervenant peu après le président américain, Fred Thompson, ancien sénateur du Tennessee et acteur vedette de la série télévisée New York, police judiciaire, prononça un discours musclé de 25 minutes prenant Barack Obama pour cible, le qualifiant de « candidat le plus à gauche, le plus inexpérimenté qui ne se soit jamais présenté à la Maison Blanche », affirmant par contre qu'a contrario John McCain, auquel le liait une longue amitié, était « à la recherche de la vérité et non de publicité » et qu'il était la « personnalité que les civilisations recherchaient pour leurs dirigeants, depuis le commencement de l'Histoire ». Fred Thompson est longuement revenu sur le choix de Sarah Palin comme colistière estimant qu'être « originaire d'une petite ville, avec des valeurs de petite ville » n'était pas « une raison suffisante pour justifier les attaques contre elle et sa famille ».
Son discours est suivi d'une allocution de 20 minutes de l'ex-démocrate, Joe Lieberman, sénateur indépendant du Connecticut et ancien colistier d'Al Gore en 2000, venu défendre son « ami » John McCain, affirmant que, s'il est toujours démocrate, il soutient le candidat républicain « parce que l'avenir du pays dépasse l'enjeu partisan », estimant que John McCain représentait « le meilleur choix pour rassembler le pays et le mener en avant ». Durant son allocution, Joe Lieberman n'hésita pas à s'attaquer directement au candidat démocrate en l'accusant d’avoir voté « pour couper les fonds à nos soldats sur le terrain » en Irak.
Les interventions prévues Tom Ridge, ancien gouverneur de Pennsylvanie et ancien secrétaire à la sécurité intérieure, de Jon Huntsman, Jr., Gouverneur de l'Utah et de l'ancien maire de New York Rudolph Giuliani, le keynote speaker, étaient cependant reportées.
Pendant ce temps, des heurts opposaient à l'extérieur du Xcel Center des manifestants hostiles à Bush à la police.
C'est durant ce deuxième jour de convention que les gays républicains, qui comptent 20 000 membres rassemblés au sein des Log Cabin Republicans, apportaient leur soutien à la candidature de John McCain à la présidentielle. Ce soutien n'avait pas été apporté en 2004 à George W. Bush.

### 3 septembre

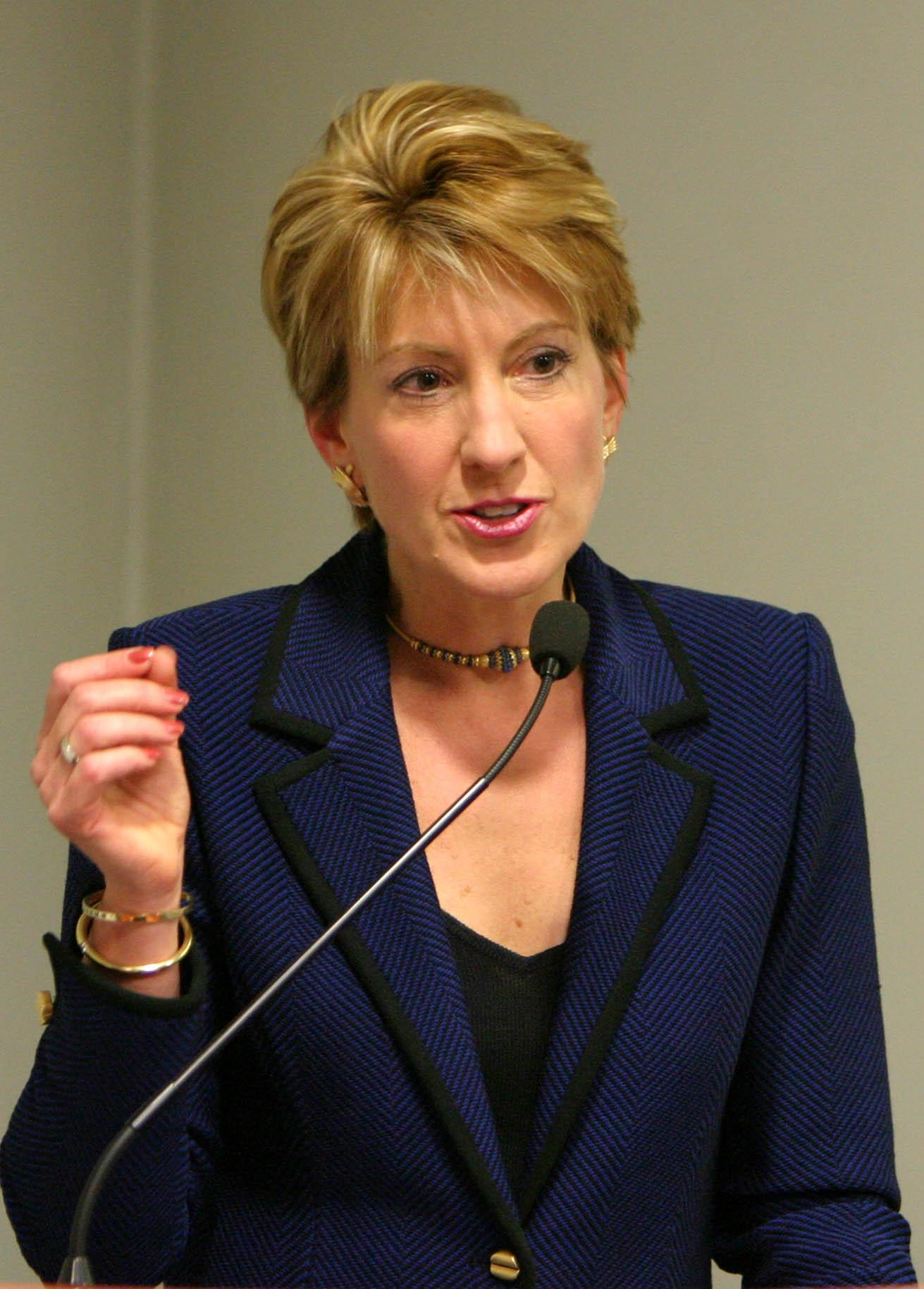
Carly Fiorina, ex-présidente de Hewlett-Packard.

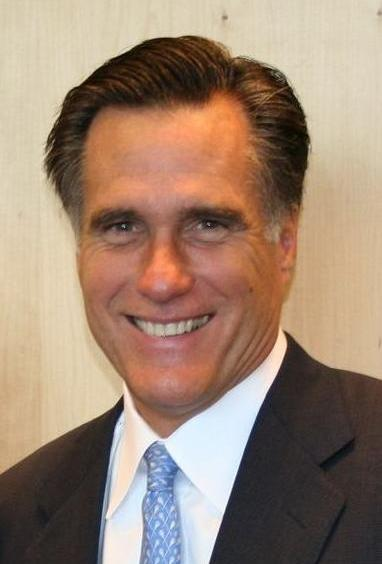
Mitt Romney, ancien gouverneur du Massachusetts.

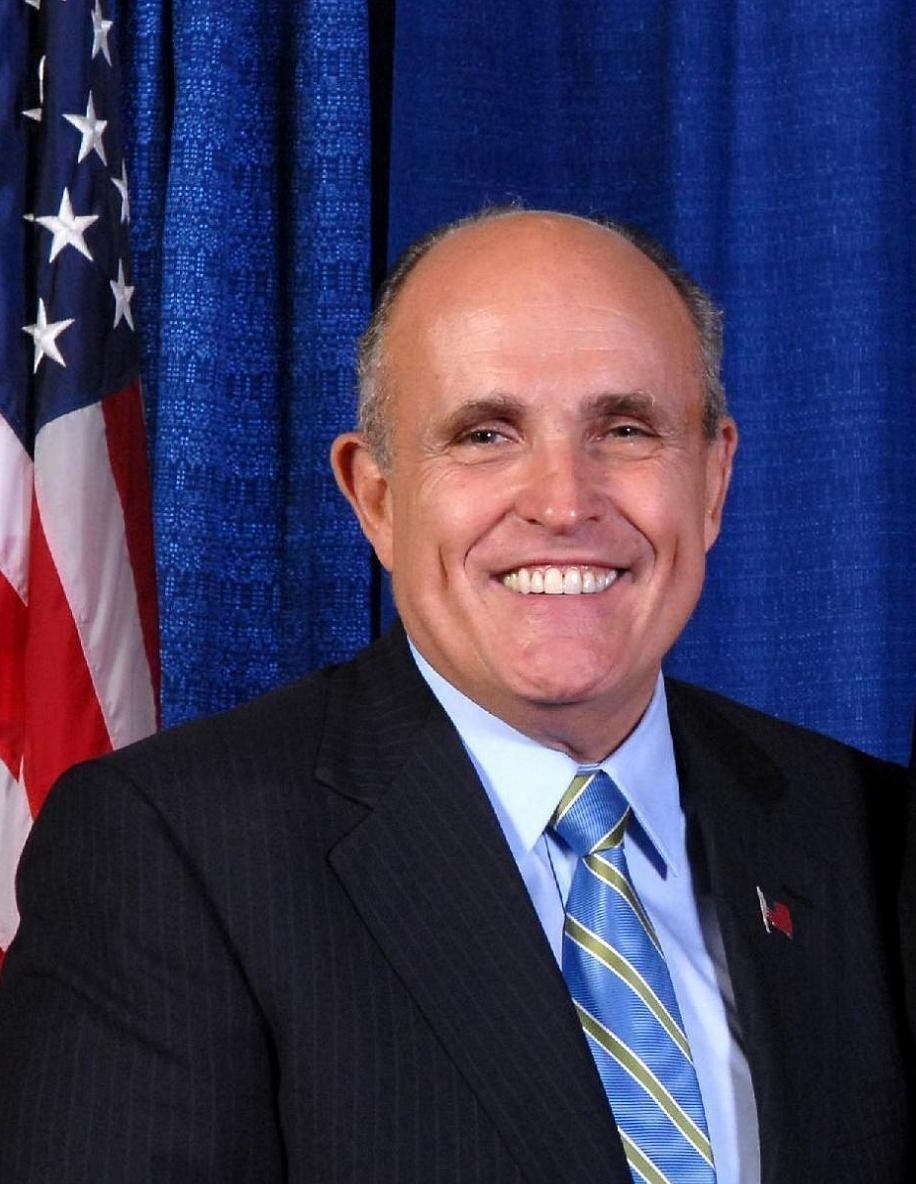
Rudolph Giuliani, ancien maire de New York et keynote speaker.

La troisième journée de la convention est marquée par le discours de la candidate à la vice-présidence, et par la désignation officielle de John McCain et de Sarah Palin comme candidats du parti républicain.  
Les orateurs se succèdent d'abord soit pour vanter les qualités de John McCain soit pour attaquer le ticket démocrate :  
- Le sénateur Mitch McConnell ouvrit les travaux de la troisième journée de convention par la présentation des couleurs, la lecture du serment d'allégeance et le chant America the beautiful. Il prononça ensuite un discours célébrant les valeurs de John McCain, son passé militaire et ses années de prisonnier de guerre au Vietnam[13] ;
- Norm Coleman, sénateur républicain du Minnesota et par ailleurs ancien maire démocrate puis républicain de Saint Paul, affirme que seul John McCain avait démontré sa capacité à rassembler au-delà des partis et à mener une politique bipartisane[14] ;
- Elena Rios, président de la National Hispanic Medical Association, prononça un discours sur l'accès aux soins et la couverture médicale des moins riches ;
- Meg Whitman, ex-présidente d'eBay, est la première à parler d’économie, reconnaissant les difficultés du pays et la souffrance des familles. Elle justifie sa confiance en John McCain pour assurer l’indépendance énergétique du pays par des forages en mer, par la construction de centrales nucléaires et par l'investissement dans les énergies nouvelles ;
- Carly Fiorina, ex-présidente de Hewlett-Packard, poursuit sur le même thème et prévoit que le retour à l'équilibre budgétaire en 2013 ne sera possible qu'avec John McCain à la Maison-Blanche[15] ;
- Michael S. Steele, ancien lieutenant-gouverneur du Maryland et l'un des plus célèbres membre de la communauté afro-américaine au sein du parti républicain, prononça un discours vantant le patriotisme et le sens du sacrifice de John McCain, encourageant les forages pétroliers avec le fameux slogan « Drill, baby, drill » et appelant les électeurs à placer l'intérêt leur pays au cœur de leur choix politique[16] ;
- Mitt Romney, ancien gouverneur du Massachusetts, pour qui John McCain est une « ordonnance pour chaque Américain qui veut des changements à Washington » rappelle notamment sa propre expérience professionnelle pour invoquer l'« incompétence des recettes démocrates en matière économique » et les dénigrer pour avoir négligé le thème de la sécurité nationale durant leur convention en ne prononçant pas une seule fois le terme d'islamisme radical[17] ;
- Mike Huckabee, ancien gouverneur de l’Arkansas, revient sur ses propres origines modestes pour dénigrer les clichés démocrates sur les républicains et est acclamé par la foule quand il ironise que le voyage de Barack Obama effectué en Europe en juillet ;
- Linda Lingle, gouverneur d'Hawaii, lui succède pour effectuer un véritable plaidoyer en faveur de Sarah Palin ;
- Rudolph Giuliani, ancien maire de New York, est l'un des grands orateurs attendus et le keynote speaker. Durant un discours de 30 minutes, il s'en prend notamment à l'absence de compétence de Barack Obama en matière exécutive, notant qu'il « n'a jamais géré une ville, jamais géré un État, jamais géré une entreprise » ni de à gérer de personnes en situation de crise. Il salue par contre l'expérience de Sarah Palin en la présentant comme « l'un des gouverneurs qui a le mieux réussi et des plus populaires d'Amérique[18] ».

Intervenant juste après son discours, Sarah Palin se présente comme une élue locale dénigrée et victime des médias élitistes du pays. À leur adresse, elle déclare : « je ne vais pas à Washington pour obtenir leur approbation. Je vais à Washington pour servir le peuple de ce pays ».
Dans un discours de 40 minutes, elle expose sa vision de la politique et accuse Barack Obama de n'être qu'une « une célébrité » qui « de sa vie n’a jamais eu à prendre de décisions ou à diriger ».

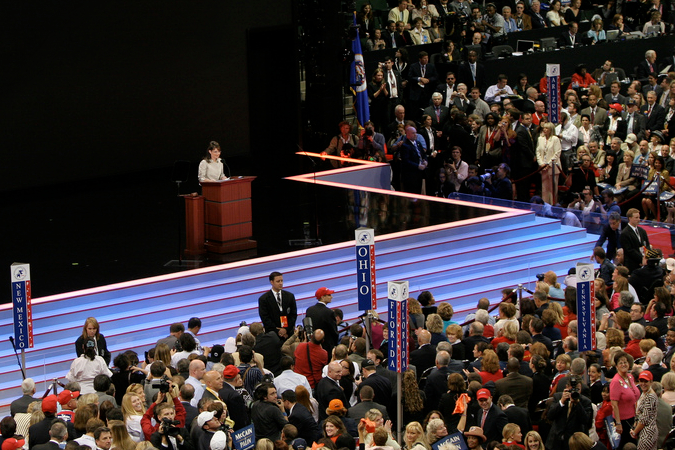
Discours de Sarah Palin le 3 septembre 2008.

Se moquant du sénateur de l'Illinois pour ses « discours grandiloquents », raillant les fausses colonnes grecques qui décoraient la scène du stade de Denver où le candidat démocrate avait accepté sa nomination, elle déclare :

« Voici un homme (Barack Obama) qui a écrit deux autobiographies mais n'a pas rédigé une seule loi ou présenté une seule réforme même quand il était élu du sénat local de l'Illinois. Voici un homme qui peut délivrer un discours entier sur les guerres menées par l'Amérique et ne jamais utiliser le mot victoire… excepté quand il parle de sa campagne. En politique, il y a des candidats qui utilisent le changement pour promouvoir leur carrière. Et il y en a d'autres comme John McCain qui utilisent leur carrière pour promouvoir le changement. »

S'en prenant aux médias qui l'estiment sous-qualifiée, revendiquant son expérience de maire d’une petite ville, elle rétorque que le candidat démocrate ne dispose quant à lui que d'une expérience « d'organisateur communautaire à Chicago » et n'a jamais été comme elle en poste à responsabilité, estimant que dans un « monde de menaces et de dangers », il n'est pas besoin d'un simple organisateur. À la fin de son intervention, elle fut rejointe sur scène par toute sa famille et par John McCain faisant là une traditionnelle apparition surprise.
Le discours de Sarah Palin a été regardé par 37,2 millions de téléspectateurs, soit presque autant que les 38,4 millions de Barack Obama, mais plus que les 24 millions du colistier démocrate, Joe Biden,.
Le vote des délégués républicains qui suit ces discours aboutit sans surprise à la nomination de John McCain comme candidat officiel du parti à l'élection présidentielle du 4 novembre. Ce sont les délégués de l'Arizona, État d'où est élu John McCain, qui eurent le privilège d'apporter à leur sénateur les voix nécessaires lui permettant d'obtenir la majorité absolue de 1 170 voix nécessaires pour être désigné. Au total, John McCain obtint 2 372 voix contre 5 à Ron Paul et 2 à Mitt Romney. L'annonce officielle de la nomination de John McCain est faite par le représentant John Boehner, chef de la minorité républicaine du sénateur et président permanent de la convention.

### 4 septembre

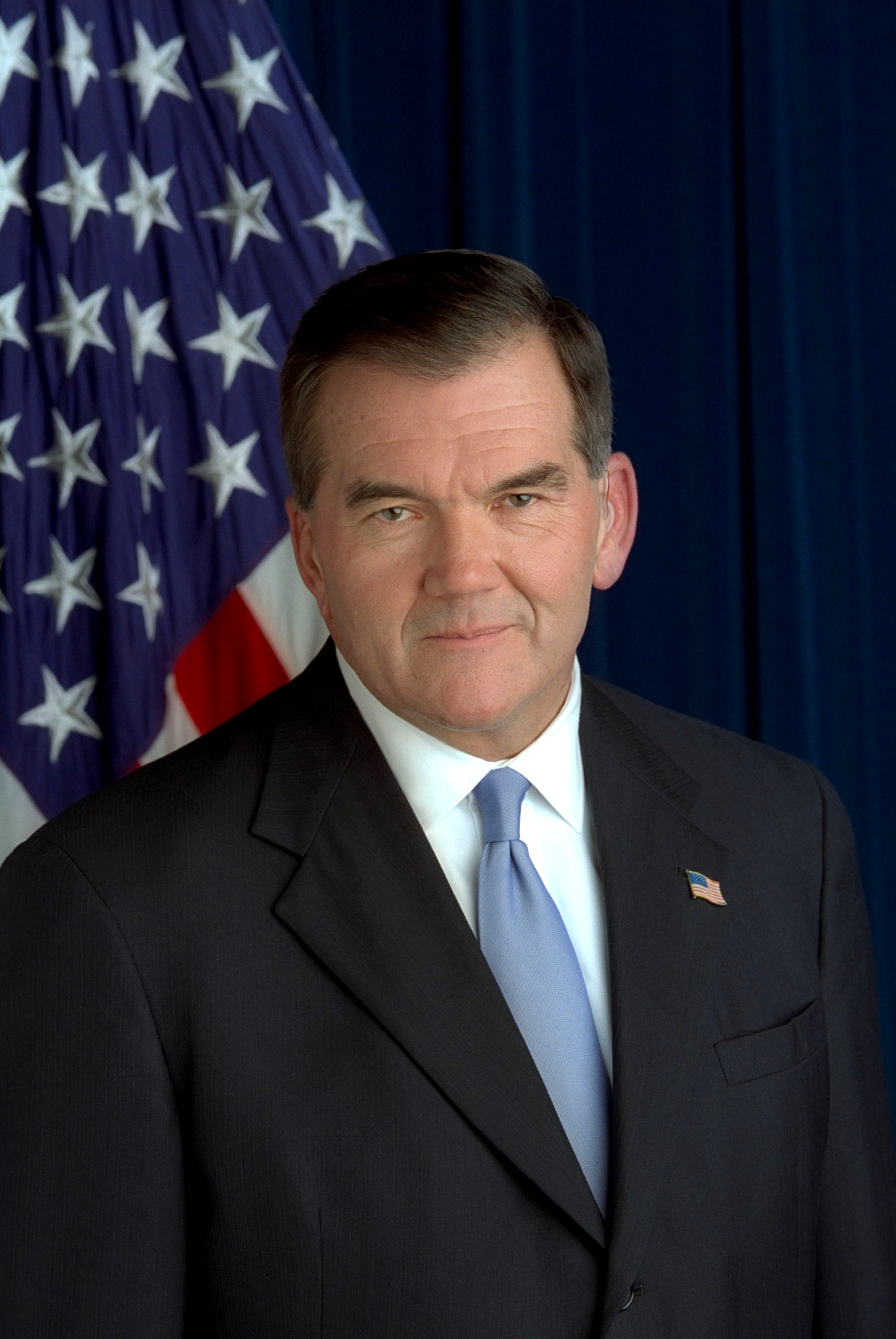
Tom Ridge, ancien gouverneur de Pennsylvanie et proche de John McCain.

Le dernier jour de la convention commence par l'annonce de l'annulation de l'intervention de Charlie Crist, gouverneur de Floride retenu par l'approche d'un nouvel ouragan sur les côtes de son État. Son intervention est remplacé par celles de Lindsey Graham, sénateur de la Caroline du Sud, et Tom Ridge, ancien gouverneur de Pennsylvanie et spécialiste des questions de sécurité. Tous deux sont également proches de John McCain et prononcent deux discours élogieux pour le candidat républicain et offensif contre le ticket démocrate.
C'est Jon Huntsman, Jr., gouverneur de l'Utah, à qui il revient en fin d'après-midi d'annoncer la nomination de Sarah Palin comme candidate républicaine à la vice-présidence.
Comme la veille, les autres orateurs prononcent successivement des allocutions justifiant le patriotisme ou les compétences de John McCain :
- Mel Martinez, sénateur de Floride et natif de Cuba insiste dans son discours sur les compétences de John McCain en politique étrangère, le mieux capable de se « confronter aux tyrans de Cuba, du Venezuela et du reste du monde », visant expressément Fidel Castro — bien que celui-ci ait cédé le pouvoir à son frère — et Hugo Chávez[24] ;
- Tim Pawlenty, gouverneur du Minnesota et Sam Brownback, sénateur du Kansas, apportent successivement leur soutien avant que l'épouse du candidat, Cindy McCain, ne vienne présenter sa famille et prononcer une allocution dans lequel elle présente son mari, un homme « qui a servi Washington sans jamais en devenir un agent, un mari aimant et fidèle ».

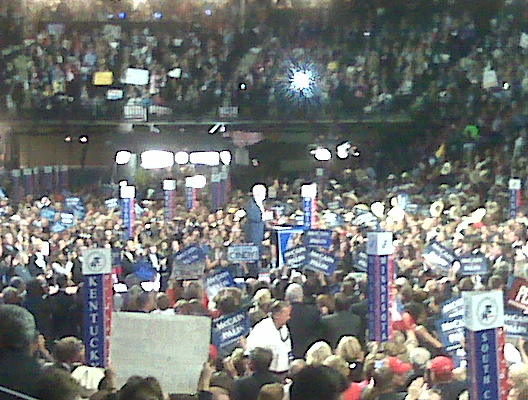
Discours d'acceptation de John McCain le 4 septembre 2008.

Le début du discours d'acceptation de John McCain est brièvement interrompu par deux activistes antiguerre, rapidement évacués par la police. L'offensive la veille contre Barack Obama par  Sarah Palin, révélée comme la star de la convention, permet à McCain de ménager son adversaire, de prendre ses distances avec l'administration sortante et de vanter une ambition réformatrice.
Lors de son discours de plus de 45 minutes, John McCain se démarque de George W. Bush en déclarant vouloir retrouver « la confiance du peuple » en mobilisant autour des valeurs américaines portées par le parti de Abraham Lincoln, Theodore Roosevelt et Ronald Reagan. Il promet ainsi « d'apporter le changement dans un Washington dépensier et usé et de mettre un terme à la rancœur partisane » affirmant « Je ne travaille pas pour un parti, je ne travaille pas pour un intérêt particulier, je ne travaille pas pour moi-même. Je travaille pour vous ». Il exhorte ses partisans à combattre à ses côtés notamment pour les « idéaux et la force de caractère d'un peuple libre », pour la justice et l'égalité entre tous, pour défendre le pays de ses ennemis, refusant toute défaite ou concession, déclarant que les Américains « font l'histoire ». Mettant l'énergie et les ressources alternatives au cœur de son projet politique, il prévoit d'augmenter les forages pétroliers, notamment avec de nouveaux puits off-shore, annonce la construction de nouvelles centrales nucléaires, le développement du charbon propre, de l'éolien, de l'hydrologie, de l'énergie solaire et du gaz naturel.
En marge de la convention, plus de 250 manifestants antiguerre scandant « Qui est un terroriste ? McCain est un terroriste » étaient arrêtés par les forces de l'ordre à la suite de plusieurs confrontations avec la police. En début de semaine, plus de 420 manifestants avaient déjà été interpellés sur les 10 000 personnes ayant manifesté contre les républicains.

## Succès médiatique de la convention
Selon les chiffres de Nielsen Media Research, 38,9 millions de téléspectateurs ont suivi le discours d'acceptation de John McCain, soit davantage que pour le discours de son adversaire, Barack Obama (38,4 millions de personnes), lors de la convention nationale démocrate. Il s'agit de la meilleure audience jamais enregistrée à l'occasion d'une soirée de convention qui s'ajoute à l'audience historique de Sarah Palin. Ce succès médiatique est d'autant plus fort que, selon le même institut de sondage, le rassemblement républicain avait attiré davantage de téléspectateurs que la convention démocrate avec une moyenne de 34,4 millions de personnes contre 30,2 millions pour cette dernière.
Ce succès est suivi d'un bond de John McCain dans les sondages d'intention de vote, le plaçant  en tête avec une marge significative oscillant entre 3 et 10 points d'avance sur son adversaire démocrate,. Cette embellie suivait par ailleurs celle qu'avait connue Barack Obama la semaine précédente.